# チューリッヒ・ティーフェンブルネン駅

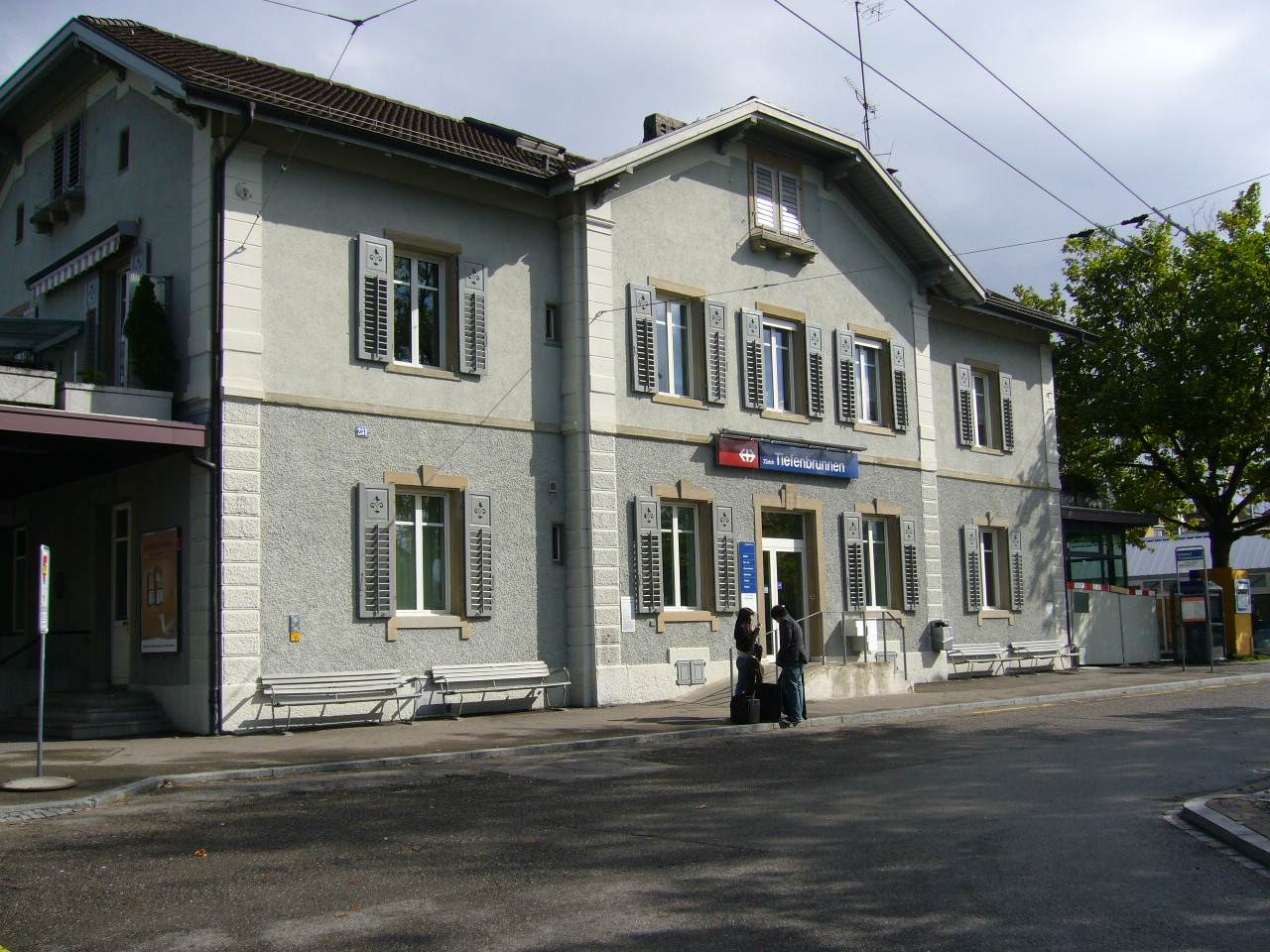
ティーフェンブルネン駅西側

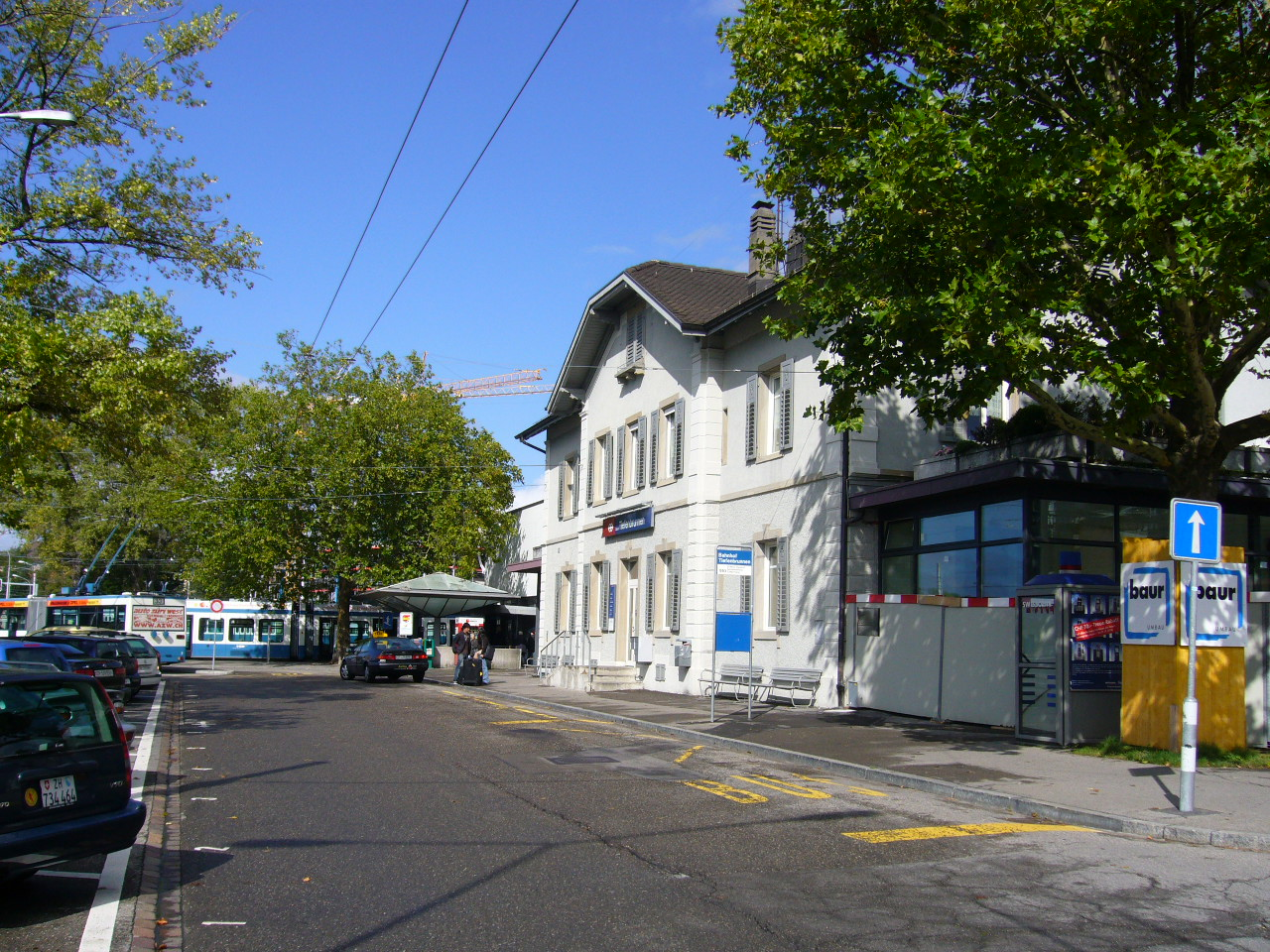
ティーフェンブルネン駅南西側

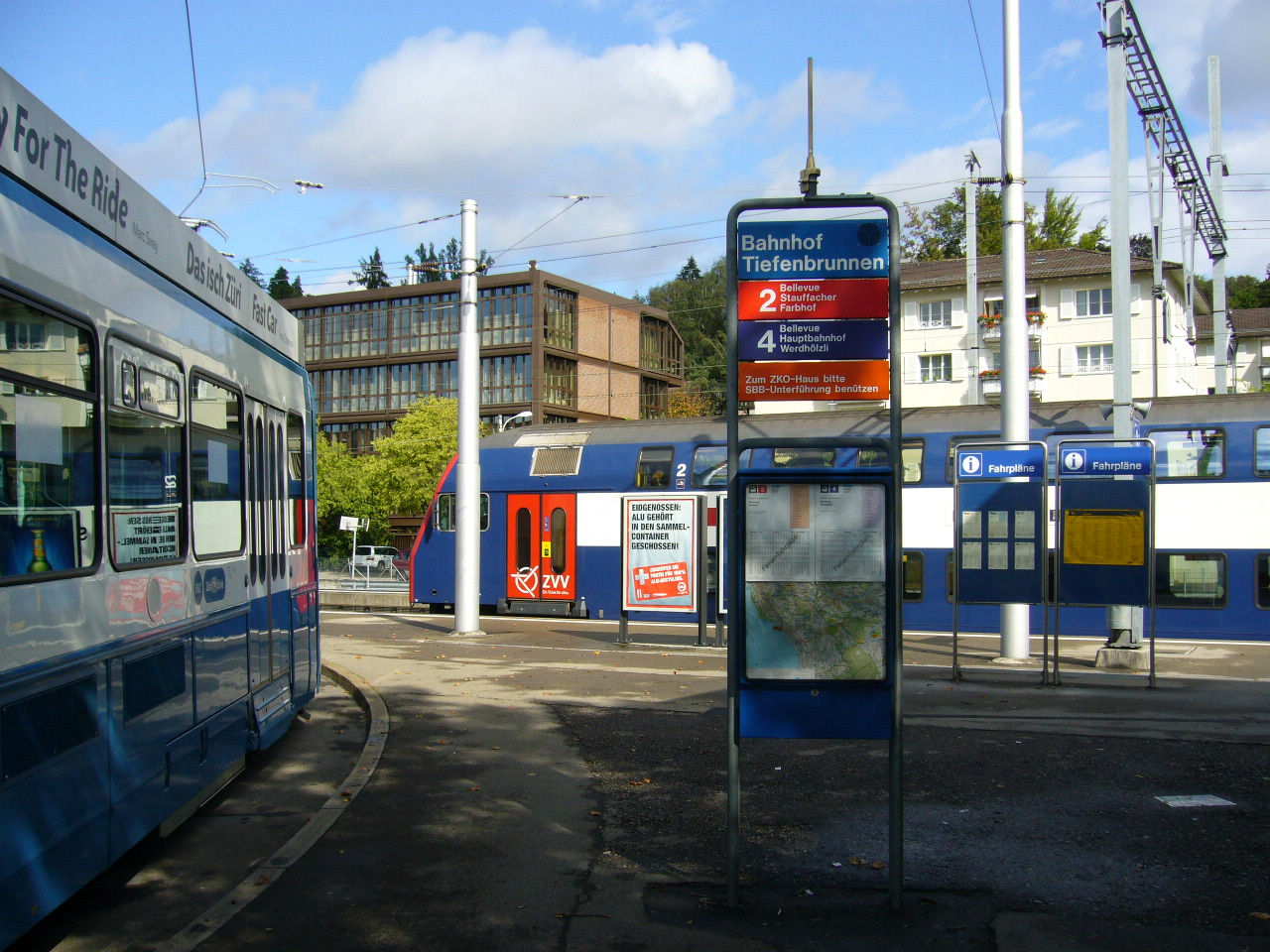
ティーフェンブルネン駅の路面電車系統2と4の終点

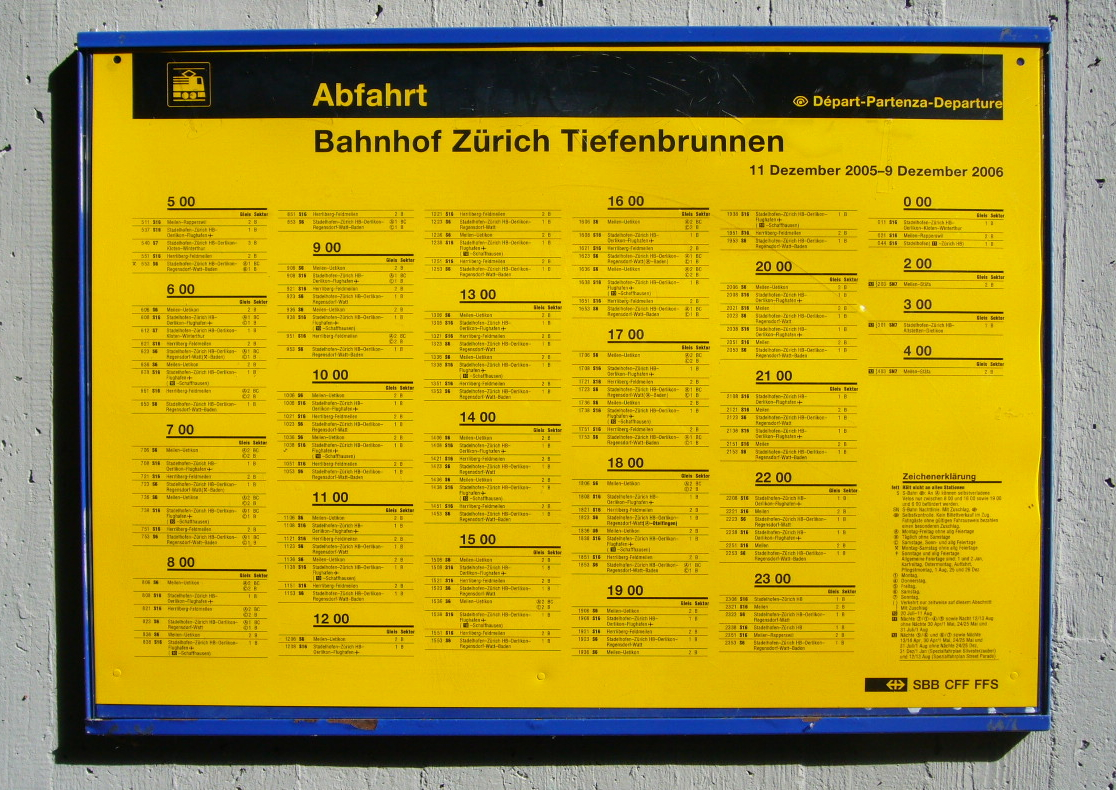
2006年の時刻表

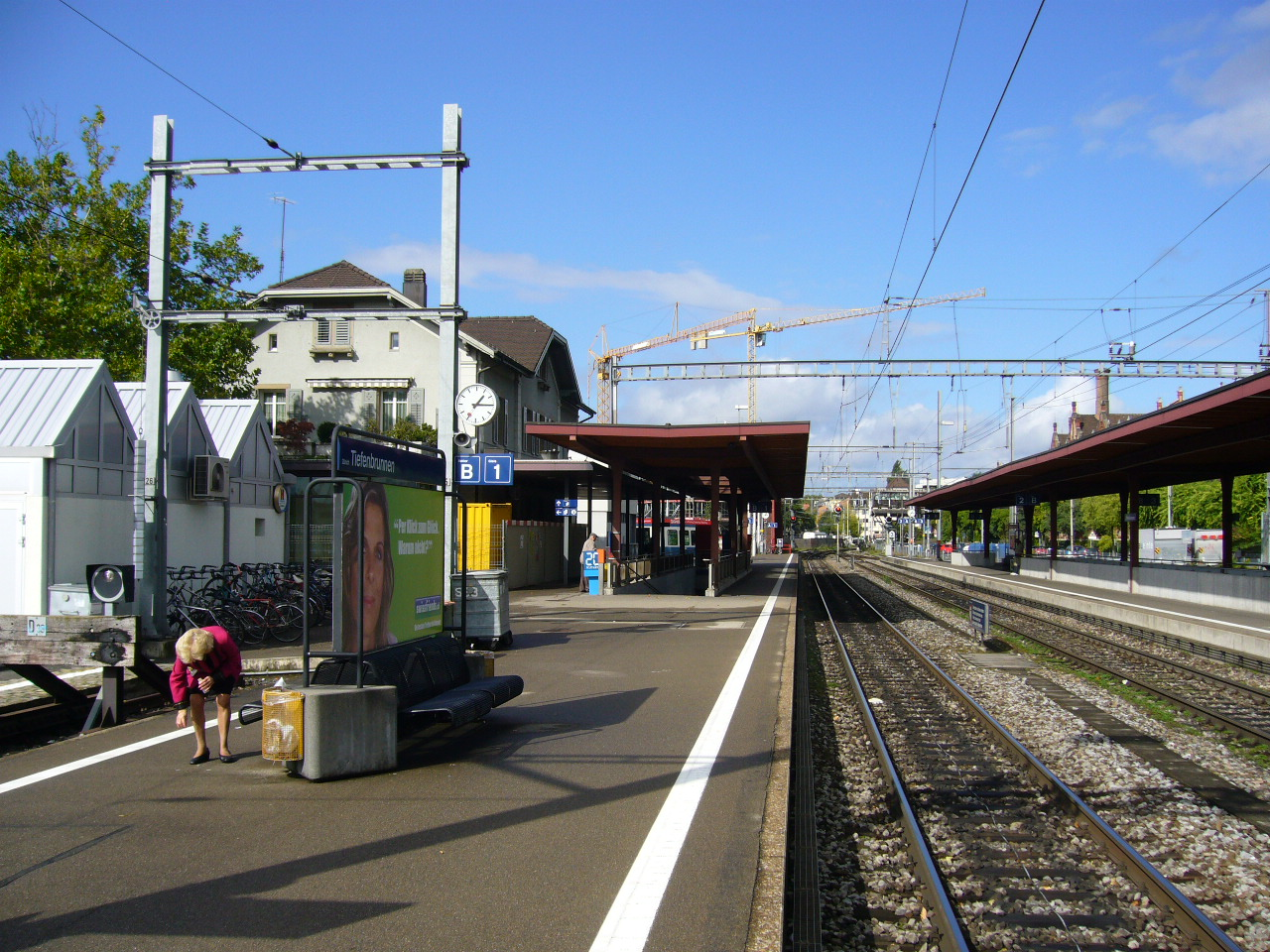
南側から見たティーフェンブルネン駅、町方向を見る

チューリッヒ・ティーフェンブルネン駅（チューリッヒ・ティーフェンブルネンえき）（独 Bahnhof Zürich Tiefenbrunnen）はスイス•チューリッヒのゼーフェルト（Seefeld）地区にある鉄道駅である。レヒツフリーゲ・チューリッヒゼー線（Rechtsufrige Zürichseelinie）にある。

## 歴史
1894年にレヒツフリーゲ・チューリッヒゼー線がラッパースヴィル（Rapperswil）からメイレン（Meilen）、ティーフェンブルネンを経由し、リースバッハトンネル（Riesbachtunnel）を通ってチューリッヒ・シュタデルホーフェン駅（Bahnhof Zürich Stadelhofen）とチューリッヒ中央駅（Zürich Hauptbahnhof）まで開通した。

## Sバーンの路線
ティーフェンブルネン駅はチューリッヒSバーンの以下の路線が通っている。
- S6 バーデン（Baden AG） - レーゲンスドルフ（Regensdorf） - チューリッヒ中央駅 - ウェティコン（Uetikon）（各駅停車）
- S16 チューリッヒ空港 - チューリッヒ中央駅 - ヘリベルク・フェルトメイレン（Herriliberg-Feldmeilen） （- ラッパースヴィル）
- SN7 （ディエティコン（Dietikon） -） チューリッヒ中央駅 - シュタデルホーフェン - シュテーファ（Stäfa）（夜間路線）